# 史納延紀念體育館
史納延紀念體育館是一座位於印尼雅加達格羅拉蓬卡諾體育園區的室內體育館。2018年重新開放後可容納人數為7110人。體育館常用於舉行羽球賽事。首場賽事為1961年湯姆斯盃。

## 外部連結
- GBK園區官網（页面存档备份，存于）